# 도청
도청(盜聽, 영어: telephone tapping, wire tapping, wiretapping, eavesdropping)은 타인의 대화 나 전화 내용을 당사자의 동의 없이 몰래 엿듣는 행위를 말한다. 도청은 대상으로 하는 통신을 장치를 통해 정보를 취득하는 과정이며, 도청이라는 용어가 반드시 음성만을 지칭하는 것이 아니라 전자장치에서 영상이나 데이터 신호를 캡처하는 경우에도 지칭한다. 도청의 의미는 다양하다.
도청에 활용되는 방법으로는 직접도청, 유선도청, 무선도청이 있다. 직접도청은 소형 녹음기 등을 정보수집을 하고자 하는 위치에 직접 반입해서 도청하는 방법이다. 유선도청은 전화선로 등에 물려놓거나, 연결하거나, 삽입하는 방식으로 송수신기(또는 송수신자)간의 내용을 도청하는 방법이다. 무선도청은 송수신기 사이에 선이 없는 도청방법으로, 전파를 활용한다. 쉽게 말해서 음성을 마이크로 모아서 전파로 먼 거리에 있는 사람에게 보내주는 방식이라고 이해하면 된다.
특히, 무선도청 장치의 경우 무선 주파수를 길게는 수십 킬로미터 떨어진 거리까지 송신하는 초소형 RF 송신칩을 마우스나 키보드 등 생활 주변기기로 위장시킬 수 있는데다가, 필요에 따라 켜고 끄는 등 원격 조작도 가능하기 때문에 알아내기가 어려운 것이 현실이다.
무선도청시에 발생하는 주파수 신호에도 대역이 존재하는데, 일반적인 도청탐지기에 사용되는 아날로그 신호 탐지 방식으로는 초저전력 신호 탐지가 불가능하기에 초광대역(UWB : Ultra Wide Band)을 탐지할 수 있는 고성능의 탐지기가 필요하다.
감청(監聽, 이라는 단어와 혼용되어 쓰이거나 도감청으로 묶어서 쓰이는 경우도 있지만, 도청과 감청의 분명한 차이점이 존재한다. 도청은 개인의 사생활을 아무런 법적 권한이 없이 몰래 엿보거나 듣는 불법 행위로 몰래카메라나 심부름 센터의 전화도청등이 해당되며, 감청은 수사기관이 법원의 영장을 발부받아 국가기관 혹은 정보기관이 상시적으로 행하는 감시 및 정보수집 활동으로 합법적 정보활동이다.

## 사례

### 미국
미국에서는 영장 없는 도청으로 논란이 일고 있다. 2001년 9/11 테러후 부시 대통령이 국가안보국이 법원의 영장없이 미국 내에서 도청할 수 있도록 승인하였으며 현재까지 의심스러운 전화를 도청하였고 수천명의 미국인이 도청당했을 것으로 추산된다. 미국 헌법 수정조항 제4조는 국민을 근거 없이 체포, 수색하는 일을 금지하고 있고 해외정보감시법도 국가안보국이 국내에서 도청할 때는 영장을 받아야 한다고 되어 있으므로 위 행위의 적법성이 논란이 되고 있다.

### 미국 중앙정보부
2017년, 위키리크스가 미국 중앙정보부(CIA)의 사이버 정보센터 내부망에서 확보한 문서 수천 건을 공개했는데 CIA가 애플, 삼성전자, 마이크로소프트 등의 전자기기를 원격조종해 일반인을 도·감청해왔다는 내용이 포함됐다. 삼성전자의 스마트TV에 악성 코드를 설치한 뒤, TV 주변의 음성 등을 포착했으며, 이런 도·감청 기술은 TV가 꺼져있을 때도 작동한다는 내용도 포함돼 있다고 한다. 이에 대해 미국 중앙정보부는 근거 없는 정보 문서의 진위에 대해서 확인하지 않겠다고 답변했으며, 당시 백악관 대변인도 정례 브리핑에서 해당 의혹에 대한 확인을 거부했다.

### 대한민국

#### 국정원 도청 사건
미림(美林)은 정계, 재계, 언론계 유명 인사들이 음식점이나 술집 등에서 나눈 대화 내용을 도청하는 임무를 맡았던 정보기관 내 특수조직이다.
미림팀은 국가안전기획부 차원의 정보 수집 과학화 방침에 따라 1991년 9월 공운영을 중심으로 총 5명으로 조직되었다. 미림팀은 김영삼 대통령 정부가 들어서면서 1993년 7월 조직 개편과 함께 해체됐다가 1994년 6월 경제과 수집관으로 강등되어 근무하던 공운영에 의해 3명으로 다시 구성돼 1997년 11월까지 3년 5개월 동안 시내 중심가의 안가를 중심으로 여당 내부 동향, 김영삼, 김대중 측근 인사, 이회창 등 주요 인사의 동향을 주로 도·감청했던 것으로 밝혀졌다.
또한, 기무사 세월호TF가 2014년 국가기관인 전파관리소의 협조를 받아 일반 국민의 통화 내용을 무작위로 도청한 사실이 발각되었지만, 이후로도 정보기관 감청을 통제하려는 제도 개선은 전혀 없다.

#### 육군 도청 사건
경기 안양시 모 부대에 근무하는 육군 대령이 부대장이 참모들과 작전을 논의하고 판단하는 지휘통제실과 자신의 집무실 사이에 유선 통신망을 연결해 2개월 넘게 회의 내용을 엿들었던 사건이다. 마이크선을 집무실 스피커에 연결하는 유선도청 형태였으며, 군 검찰은 해당 사건의 대령을 군사기밀유출보호법과 통신비밀보호법 위반 혐의로 형사 입건한 사례이다.

## 같이 보기
- 미국 애국자법
- 인터넷 검열
- 워터게이트 사건
- 뉴스 엠바고
- 매카시즘
- 레드 스케어
- 중앙정보국(CIA)
- 국가정보원(NIS)